# Abrigos de Arpán
Los tres covachos de los abrigos de Arpán se localizan en el interior del barranco homónimo, afluente del río Vero en la sierra de Guara en la provincia de Huesca en España.  Atesora un conjunto pictórico de pinturas rupestres de arte Levantino, de arte Esquemático y de grabados formando parte del conjunto del Arte rupestre del arco mediterráneo de la península ibérica declarado Patrimonio de la Humanidad por la UNESCO en el año 1998 (ref. 874-561).

## Acceso
Se accede a los abrigos de Arpán desde Colungo por carretera dirección Ainsá. A 9 km de Colungo a la izquierda algunos paneles interpretativos indican el inicio del recorrido de aproximadamente 30 minutos bajando a pie a los abrigos. Cuenta con servicio de visitas guiadas organizado por parte del Centro de Arte Rupestre del río Vero en Colungo.

## Descripción

### Los estilos Levantino y Esquemático
El arte Levantino es exclusivo de las serranías mediterráneas de la península ibérica. Siendo la manifestación propia de las sociedades cazadoras-recolectoras del Mesolítico, los abrigos de este estilo naturalista y narrativo acogen principalmente escenas de caza y de combate,
figuras humanas y representaciones de animales silvestres.
El arte Esquemático, en ubicaciones similares al Levantino y con el que coincide en sus comienzos, se caracteriza por el simbolismo y la abstracción de sus representaciones, que quedan reducidos a trazos verticales y líneas horizontales. Este estilo abarca desde el Neolítico a la Edad de los Metales y es la manifestación propia de sociedades sedentarias que ya conocen la agricultura y la domesticación de los animales. Los abrigos de este estilo acogen principalmente figuras humanas, animales y signos.

### El contexto pictórico
La mayor parte de las pinturas rupestres de los abrigos de Arpán son escasamente visibles debido a la presencia de numerosos desconchados o de la concreción calcárea. La totalidad de las figuras es de color rojo. De entre las figuras mejor conservadas de todo el conjunto destacan:
- Un ciervo con la cornamenta de trazos finos de estilo levantino.
- Algunas escenas cinegéticas de estilos levantino y esquemático.
- Digitaciones de estilo esquemático.
- Grabados que contienen zoomorfos, circuliformes y barras.